# Павельчук Юрій Степанович
Павельчук Юрій Степанович (1 січня 1949 року, с. Романів Луцького району Волинської області) — український художник — вітражист, член львівської асоціації художників-вітражистів «Вікно», один з авторів єдиного в Україні скляного іконостасу у храмі Ольги та Єлизавети у Львові.

## Біографія
Випускник єдиної в Україні кафедри художнього скла Львівської національної академії мистецтв (1979 року). Дипломна робота «Декоративний вітраж „Будівництво“».

## Діяльність

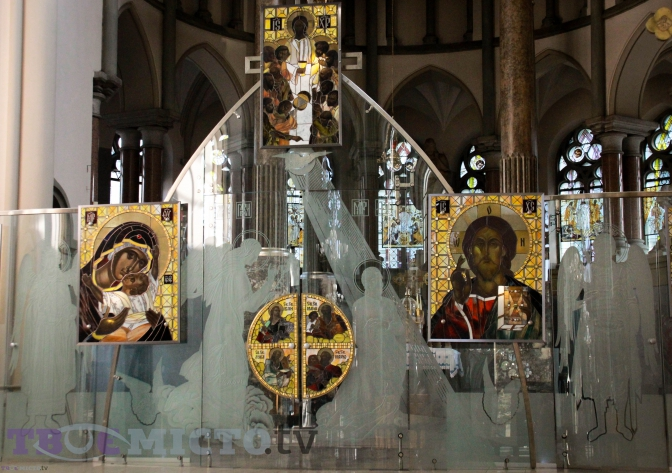
Перший та єдиний в Україні вітражний - скляний іконостас у храмі Ольги та Єлизавети у Львові. Автори: Павельчук Юрій, Личко Олександр.

Роботи тріо — Юрія Павельчука, Олександра Личка та Анатолія Винту є окрасою багатьох храмів Львова, Івано-Франківська, Києва та інших міст України. Серед їхніх проектів — об’ємно-просторові вітражні іконостаси у Храмі Великомученика Георгія Побідоносця (2001 рік) поблизу львівського головного залізничного вокзалу та перший в Україні скляний іконостас у храмі Ольги та Єлизавети (м.Львів) .

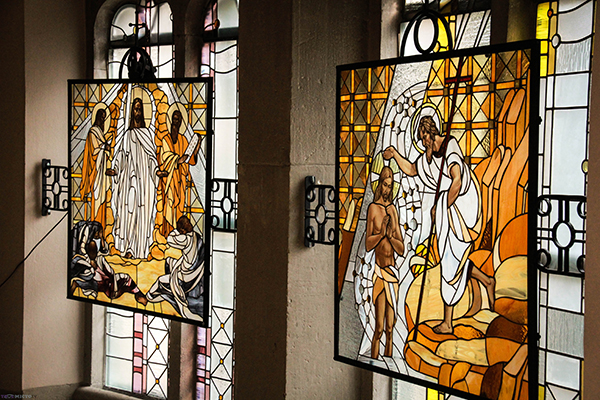
Церковний вітраж_ Павельчук_ Личко

Вітражні композиції, створені Юрієм Павельчуком, Олександром Личком та Анатолієм Винту, відносяться в першу чергу до сакрального виду мистецтва. Їхні роботи можна побачити, як у новозведених, так і у храмах, що належать до культурно-історичної спадшини України, зокрема: церква "Введення у храм" (с. Мшана Городоцький район, Львівська область, 1991), Кафедральний костел святих Апостолів Петра і Павла в Кам'янці-Подільському ( Кам'янець-Подільський, Хмельницька область, 1996  - 2004 роки), церква святого Володимира (смт. Івано-Франкове, Львівська область, 2005 - 2010 роки), запрестольний образ «Св. Микола» для церкви Миколи Притиска (Київ, 1995 рік); вітражна інсталяція «Трансформація образу» (2004 рік) та купольний світильник (церква у с. Радча Тисменицький район, Івано-Франківська область, 2010 рік).
Юрій Павельчук, Олександр Личко та Анатолій Винту входять до створеної у далекому 1999 році львівської професійної асоціації художників та майстрів-вітражистів «Вікно». Асоціація заснована з метою розвитку та збереження професійного українського вітража, вивчення та реставрації старих пам'яток художнього мистецтва, практичної реалізації найрізноманітніших творчих ідей учасників об'єднання. «Вікно» — це єдиний художній колектив в Україні, який присвятив себе розвитку виключно вітражному виду мистецтва .
Художні виставки Юрія Павельчука, Олександра Личка та Анатолія Винту:
2000 рік — «Скляні сни Клімта» у виставковому залі «Дзига», у Львові .
2001 рік — «Вітражні імпровізації» — перша в Києві виставка львівської професійної асоціації художників та майстрів-вітражистів «Вікно».
2012 рік — арт-проект «Повернення» (м. Ужгород).
2014 рік — виставка «Повернення» у Центрі культури «Вернісаж» (м. Чернівці).
2016 рік - “АРТ-Скло і Вітраж” (м.Калуш) .
2017 рік — виставка «Сучасний львівський вітраж» у Національному музеї українського народного декоративного мистецтва. (м. Київ).

## Літературна та наукова діяльність

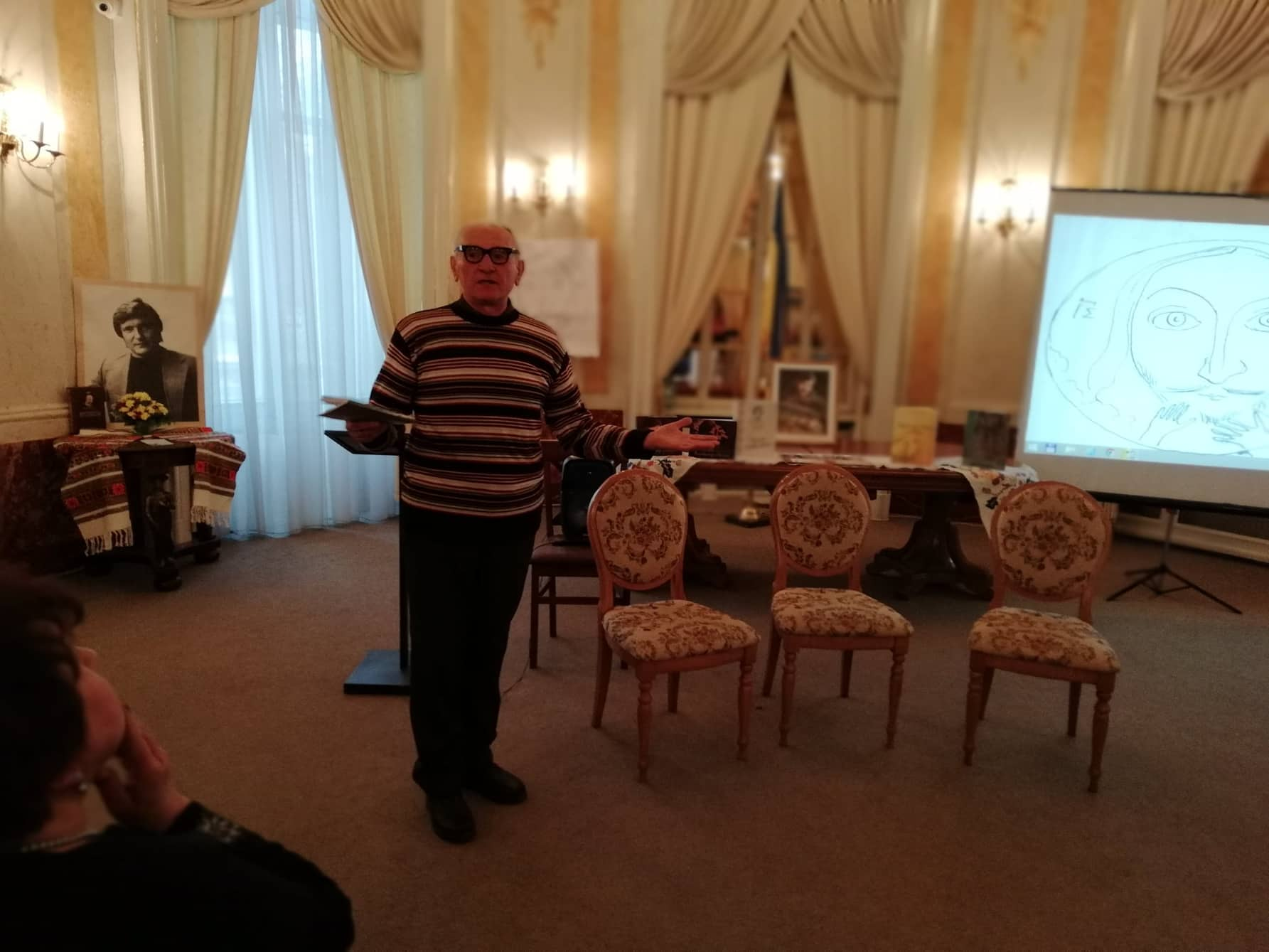
Літературний вечір до дня народження українського поета, художника, генія і символу України – Тараса Григоровича Шевченка, Львів, 2019 рік.

Юрій Павельчук є багатолітнім членом Української Асоціації письменників Західного регіону, автор збірок поезій: «Мамина вервиця» (2010 р.) та "Незнищенна шаблинність трави" (2018 р.). Також більше 10 років пан Юрій присвятив вивченню графічної роботи Т. Шевченка «Лик Христа» (1858 р.), що, на його думку, є художньо-графічним заповітом Шевченка .